# Xã Rock River, Michigan
Xã Rock River (tiếng Anh: Rock River Township) là một xã thuộc quận Alger, tiểu bang Michigan, Hoa Kỳ. Năm 2010, dân số của xã này là 1.212 người.